# История Монреаля
История города Монреаль

## На берегах реки Св. Лаврентия

Пойнт-Калльер, Монреальский музей истории и археологии

Заселение нынешней территории Монреаля началось около 6 тыс. лет назад, после того как глобальное потепление обеспечило появление растительной среды, пригодной для выживания человека. Отправной точкой заселения для ирокезов и инуитов стало устье Маленькой Реки (англ. Little River), что приблизительно соответствует расположению площади д’Йувилль (фр. Place d'Youville) в наши дни. По иронии судьбы здесь сегодня находится основное здание Таможни Канады, через которое проходит большинство иммигрантов, прибывающих в Монреаль.
В этом месте течение реки было спокойным, что создавало благоприятные условия для поселенцев, основным источником пропитания которых были охота и рыболовство. К концу первого тысячелетия н. э. с развитием земледелия и с началом выращивания кукурузы и других овощных культур люди занимают пространства, более удаленные от воды, и, таким образом, продвигаются вглубь материка. В течение следующих нескольких веков заселяется практически вся долина реки Св. Лаврентия вплоть до озера Онтарио. В основном это поселения ирокезов, которые делятся по меньшей мере на пять провинций. Самые крупные из них — Канада (нынешняя территория города Квебека и его окрестностей) и Ошлага (фр. Hochelaga) (теперь один из районов Монреаля).
Археологические раскопки в области площади Руаяль в центре Монреаля показывают, что осевшие здесь племена были весьма успешны в обработке камня и кости, а также в гончарном деле.

### Первые европейцы
В 1535 году Жак Картье исследует берега реки Св. Лаврентия. Наиболее вероятное место схода европейцев на берег — провинция Ошлага, в районе поселений у подножия возвышения, которому Картье дает название Мон-Руаяль (фр. Mont Royal; Королевская гора).
Новые экспедиции приходят в 1535—1536 и в 1541 годах, колонизаторские цели пришельцев и пропаганда католицизма заставляют некоторые племена сниматься с мест. К началу 1580-х, когда французы остаются в долине, чтобы наладить добычу и переправку пушнины в Европу, исход ирокезов практически завершен. В низинах вокруг Мон-Руаяль остаются инуиты, алгонкины и гуроны, готовые союзничать с европейцами.
В начале XVII века Самюэль де Шамплен предпринимает несколько походов, исследует речные пороги Лашин (фр. Rapides de Lachine), заключает торговые союзы с местными жителями и основывает торговое поселение на месте, где сегодня располагается Пуэнт-а-Кальер, музей истории и археологии. Здесь же Самюэль де Шамплен планирует возвести укрепительные сооружения, но этим планам не суждено сбыться. Немного ниже по течению реки находится остров Св. Елены, который входит в территорию современного Монреаля. Этот остров был назван так Самюэлем де Шампленом в честь его жены.

## Вилль-Мари
Весной 1642 года группа колонистов, прибывшая из города Квебек во главе с Полем Шомди де Мезоннёв, сходит на берег возле устья Маленькой реки. Место выбрано не случайно, результаты деятельности Шамплена позволяют укрепиться здесь с наименьшими затратами. Цель — основать город и обратить в христианскую веру индейцев, населявших остров Монреаль. Эта миссия выполнялась по наставлению Общества Богоматери Монреаля, созданного годом ранее Жан-Жаком Олье (фр. Jean-Jacques Olier) и Жеромом ле Руайе (фр. Jérôme le Royer). Город получил название Вилль-Мари (фр. Ville-Marie) во славу Девы Марии. Снаряжение и средства существования колонистов обеспечивали Олье и ле Руайе при поддержке других членов Общества.

### Религия

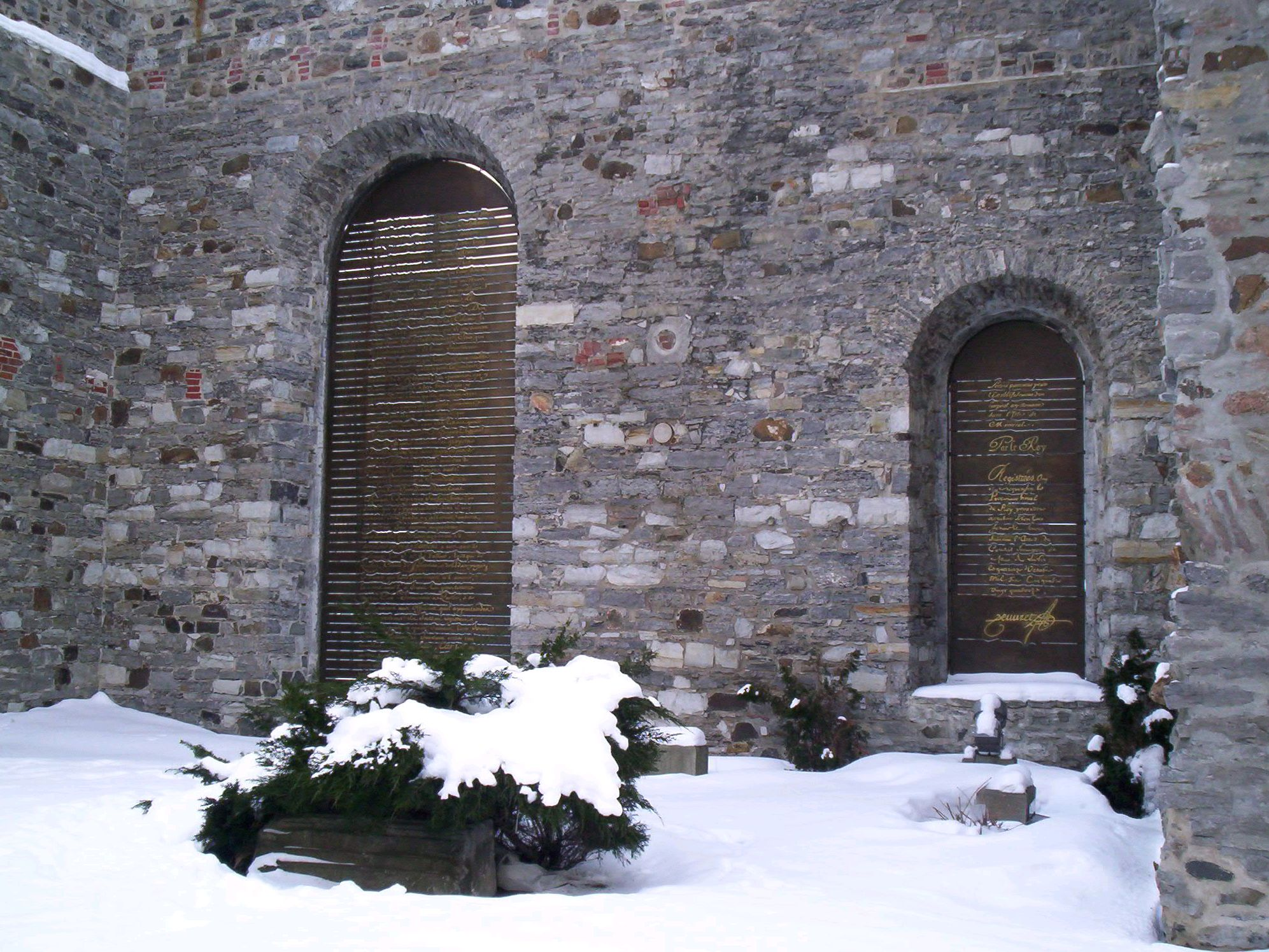
Стена Отель-Дьё, первого госпиталя Монреаля, по ул. Сен-Пьер

#### Жанна Манс и Отель-Дьё
Сестра милосердия Жанна Манс прибывает на остров Монреаль вместе с Полем Шомди и первой группой колонистов и через три года, 8 октября 1645 года, открывает первый госпиталь будущего Монреаля — Отель-Дьё (фр. Hôtel-Dieu) — дословно «приют Бога». Госпиталиты Св. Иосифа работают в госпитале начиная с 1659 года. При госпитале возведена единственная в городе церковь, церковь Св. Иосифа, в которой священники-сульпициане ежедневно проводят службы. Размеры церкви вынуждали служить мессу дважды в день — в 4 часа утра для мужской половины прихожан и в 8 утра для женщин. В 1656 году рядом строится новая церковь на средства, собранные Мезоннёвом. Позднее сульпициане проектируют здание госпиталя из камня, выстроенное в 1688 году. Госпиталю Отель-Дьё предстоит пережить три пожара.

#### Школа Маргариты Буржуа
Маргарита Буржуа (фр. Marguerite Bourgeoys) (17 апреля 1620 — 12 января 1700) основала первую школу в Монреале в 1657 году. Школу посещали девочки как французского происхождения так и из семей аборигенов. Также благодаря усилиям М.Буржуа был построен Нотр-Дам де Бон Секюр и была создана Конгрегация Нотр-Дам (фр. Congregation de Notre-Dame), объединявшая учительствующих монахинь.

#### Сульпицианская Семинария
Сульпицианские священники, призванные Полем Шомди де Мезоннёв и Жанной Манс, прибывают в Новую Францию в 1657 году и открывают Семинарию, территориально расположенную неподалёку от госпиталя. Общество Богоматери Монреаля прекращает своё существование в 1663 году, предварительно передав владение землями острова Монреаль в руки Парижской Семинарии Св. Сульпициана.
Главной стройкой Вилль-Мари середины 1680-х годов является возведение второй Семинарии Св. Сульпициана. Основная часть здания, сохранившегося и поныне, была выстроена по чертежам талантливого архитектора и уважаемого гражданина города, священника Франсуа Доллье де Кассон (фр. François Dollier de Casson). Чуть ранее он создал первый план города и открыл приходскую церковь. Именно по его инициативе в 1670-х годах Вилль-Мари заметно преобразился с точки зрения городской застройки.

### Торговля
В первые годы установления торгово-обменных отношений сделки в основном совершались в приватной манере, в домах. Со временем местом для совершения обмена товарами стала центральная площадь Вилль-Мари. В 1676 году эта площадь была официально названа Торговой (Рыночной) (фр. Place du Marché). На этом месте в наши дни находится Площадь Руаяль (фр. Place Royale). В начале 1660-х годов традиционным становится ежегодный пушной базар. Основные поставщики пушнины — индейцы Оттава, реже гуроны и алгонкинцы. Для них вблизи Торговой площади был построен прообраз гостиницы — сооружение, служившее индейцам пристанищем на время их остановки в Вилль-Мари. Значимость пушного базара снижалась по мере возникновения новых торговых поселений вне острова Монреаль, в глубине материка. Наряду с пушной торговлей жители города торговали охотничьими ружьями, шерстью и изделиями из металла. Наиболее талантливые и деловитые мастера — кузнецы и оружейники — образуют прослойку зажиточных горожан. Они обзаводятся домами в центре города с прилегающими садами и содержат домашний скот.